# Vilma Ryytty
Vilma Ryytty (* 27. Mai 2001) ist eine finnische Skilangläuferin.

## Werdegang
Ryytty wurde im Jahr 2021 finnische U23-Meisterin über 15 km klassisch und belegte bei den Junioren-Skiweltmeisterschaften 2021 in Vuokatti den 25. Platz im 15-km-Massenstartrennen, den 22. Rang über 5 km Freistil sowie jeweils den fünften Platz im Sprint und mit der Staffel. Im folgenden Jahr siegte sie bei den finnischen U23-Meisterschaften über 5 km Freistil und kam bei den U23-Weltmeisterschaften in Lygna auf den 27. Platz über 10 km klassisch und auf den fünften Rang mit der Staffel. In der Saison 2022/23 wurde sie finnische U23-Meisterin im 20-km-Massenstartrennen und lief bei den U23-Weltmeisterschaften 2023 in Whistler auf den 31. Platz im Sprint, auf den 17. Rang im 20-km-Massenstartrennen sowie auf den 11. Platz über 10 km Freistil. Im März 2023 nahm sie in Oslo erstmals am Skilanglauf-Weltcup teil und holte mit dem 32. Platz im 50-km-Massenstartrennen ihre ersten Weltcuppunkte.